# John Fetterman
John Karl Fetterman (West Reading, 15 de agosto de 1969) es un político estadounidense, actual senador de los Estados Unidos por Pensilvania desde enero de 2023, anteriormente ejerció como el 34.º vicegobernador de Pensilvania desde 2019 a 2023. Miembro del Partido Demócrata, anteriormente se desempeñó como alcalde de Braddock de 2005 a 2019. Fetterman fue el nominado demócrata para el Senado de los Estados Unidos en Pensilvania para 2022.

## Biografía
Fetterman es hijo de Susan and Karl Fetterman, de York, donde creció John.  Fetterman estudió finanzas en Albright College, donde también jugó fútbol americano universitario, y obtuvo títulos de posgrado en administración de empresas y políticas públicas de la Universidad de Connecticut y Harvard, respectivamente. Llegó a Braddock en 2001 para servir en AmeriCorps, se mudó a Braddock en 2004 y se postuló para alcalde en 2005, ganando por un solo voto. Como alcalde de Braddock, Fetterman trabajó para revitalizar la antigua ciudad siderúrgica invirtiendo en programas de arte y para la juventud.
Fetterman se postuló por primera vez para el Senado en 2016 y terminó tercero en las primarias demócratas con el 19,4% de los votos. Se postuló para vicegobernador de Pensilvania en 2018, derrotando a un campo de candidatos que incluía al titular Mike Stack en las primarias demócratas y ganó las elecciones con el gobernador titular Tom Wolf. Durante su mandato, Fetterman recibió atención nacional por sus esfuerzos para legalizar el cannabis en todo el estado y rechazar las afirmaciones de fraude electoral del presidente Donald Trump en Pensilvania.
En 2021, Fetterman anunció su candidatura en las elecciones al Senado de Pensilvania de 2022. Ganó la nominación demócrata con el 59% de los votos.

## Posturas políticas
Generalmente descrito como un progresista, Fetterman aboga por la atención médica universal, elevando el salario mínimo a $ 15 por hora e implementando un impuesto a la riqueza.